# Unterseeboot 490
L'Unterseeboot 490 (U-490) est un U-Boot de type XIV utilisé par la Kriegsmarine pendant la Seconde Guerre mondiale. Il sera le dernier Type XIV en activité après la perte de l'U-488 en avril 1944.
Comme tous les sous-marins de type XIV, l'U-490 est un ravitailleur de sous-marins. C'est une « vache-à-lait » (Milchkuh) de la force sous-marine allemande (Ubootwaffe) : un grand sous-marin capable de ravitailler d'autres sous-marins de combat en combustible diesel, en torpilles, en pièces détachées, en vivres (25 t), disposant d'un personnel médical et de spécialistes en surnombre (mécaniciens de torpille, radios ou mécaniciens généralistes).

## Historique
Pendant son exploitation opérationnelle, l'U-490 réalise une seule mission de ravitaillement qui ne permet pas d'approvisionner d'U-Boot.
Lors de cette patrouille, l'U-490 part de Kiel le 4 mai 1944 pour une mission près des îles britanniques, entre les îles Féroé et l'Islande.
Il est coulé le 12 juin 1944 lors d'une attaque par des charges de profondeur lancées du porte-avions d'escorte USS Croatan ainsi que des destroyers USS Frost, Huse et Inch au nord-ouest des Açores, à la position géographique de 42° 47′ N, 40° 08′ O. 
Les soixante membres d'équipage survivent à cette attaque.

## Affectations
- 4. Unterseebootsflottille du 27 mars 1943 au 31 mars 1944 à Stettin en Pologne pendant sa période de formation
- 12. Unterseebootsflottille du 1er avril 1944 au 12 juin 1944 à la base sous-marine de Bordeaux en tant qu'unité combattante

## Commandement
- Oberleutnant zur See Wilhelm Gerlach du 27 mars 1943 au 12 juin 1944

## Navires coulés
- L'Unterseeboot 490, ayant un rôle de ravitailleur de sous-marin et n'étant pas armé de torpille, n'a ni coulé, ni endommagé de navires pendant son unique patrouille.

### Référence
1. ↑  cf. W. Frank (1965) p. 234-235
2. ↑  cf. W. Frank (1965) p. 47-48
3. ↑  « War Patrols by German U-boat U-490 - Boats - uboat.net », www.uboat.net (consulté le 7 décembre 2009)